# Dichromadora amphidiscoides
Dichromadora amphidiscoides is een rondwormensoort uit de familie van de Chromadoridae. De wetenschappelijke naam van de soort is voor het eerst geldig gepubliceerd in 1981 door Kito.